# NGC 4256
NGC 4256 је спирална галаксија у сазвежђу Змај која се налази на NGC листи објеката дубоког неба.
Деклинација објекта је + 65° 53' 54" а ректасцензија 12h 18m 42,8s. Привидна величина (магнитуда) објекта NGC 4256 износи 12,1 а фотографска магнитуда 12,9. Налази се на удаљености од 39,1000 милиона парсека од Сунца. NGC 4256 је још познат и под ознакама UGC 7351, MCG 11-15-45, CGCG 315-32, IRAS 12163+6610, PGC 39568.